# Columbine Cascade
Die Columbine Cascade ist ein Wasserfall im Grand-Teton-Nationalpark im Westen des US-Bundesstaates Wyoming. Die Wasserfälle haben eine Höhe von ca. 80 m und fallen im Waterfalls Canyon in der nördlichen Teton Range hinab. Gespeist wird der Wasserfall von einem unbenannten Bach von einem Gletschersee im oberen Teil der Schlucht. Der Wasserfall erhält im Frühjahr auch die Schneeschmelze von Ranger Peak im Nordwesten, Doane Peak im Südwesten und Eagles Rest Peak im Süden. Der Bach entwässert sich über den Jackson Lake in den Snake River. Weniger als 800 m flussaufwärts fließt der unbenannte Bach über einen weiteren Wasserfall, die Wilderness Falls. Der Waterfalls Canyon mit den Wasserfällen ist vom Jackson Lake im Tal Jackson Hole aus sichtbar.

## Belege
1. ↑  Naturalatlas: Columbine Cascade. Abgerufen am 31. März 2021 (englisch).
2. ↑  Columbine Cascade, Wyoming, United States - World Waterfall Database. Abgerufen am 31. März 2021 (englisch).
3. ↑  Geonames: Columbine Cascade. Abgerufen am 31. März 2021.